# Instalacja uziemiająca
Instalacja uziemiająca (ang. earthing arrangement) – wszystkie połączenia i urządzenia służące do uziemienia sieci, instalacji lub urządzeń elektrycznych.
Jest to ogół połączonych między sobą uziomów, przewodów uziomowych oraz przewodów uziemiających i zastosowanych do tego celu elementów przewodzących, np. płaszcze kabli.